# Doctor Who Extra
Doctor Who Extra é uma série de documentários criado pela BBC como um complemento para a já antiga série britânica de ficção científica da série Doctor Who.
A 1ª temporada e "Last Christmas" foram feitos para ser lançado no BBC iPlayer aos sábados, imediatamente após a transmissão do episódio semanal de Doctor Who na BBC One, e também estavam disponíveis no BBC Red Button  e do canal da BBC no YouTube, além de sua transmissão australiana na ABC2 no sábado seguinte.
A 2ª temporada foi lançada inicialmente em linha como clipes no canal BBC YouTube, após a transmissão do episódio semanal de televisão na BBC One. Apesar de carregar o nome extra, eles diferem em conteúdo e apresentação. Eles continuam no mesmo formato que a 1ª temporada sobre lançamentos de mídia doméstica como extras, com episódios completos para cada história da 9ª série de Doctor Who.

## Episódios

### 1.ª temporada: 2014
8.ª temporada de Doctor Who
| Nº Geral | Nº Episódio | Episódio                      | Data de exibição original |
| -------- | ----------- | ----------------------------- | ------------------------- |
| 1        | 1           | "Deep Breath"                 | 23 de agosto de 2014      |
| 2        | 2           | "Into the Dalek"              | 30 de agosto de 2014      |
| 3        | 3           | "Robot of Sherwood"           | 6 de setembro de 2014     |
| 4        | 4           | "Listen"                      | 13 de setembro de 2014    |
| 5        | 5           | "Time Heist"                  | 20 de setembro de 2014    |
| 6        | 6           | "The Caretaker"               | 27 de setembro de 2014    |
| 7        | 7           | "Kill the Moon"               | 4 de outubro de 2014      |
| 8        | 8           | "Mummy on the Orient Express" | 11 de outubro de 2014     |
| 9        | 9           | "Flatline"                    | 18 de outubro de 2014     |
| 10       | 10          | "In the Forest of the Night"  | 25 de outubro de 2014     |
| 11       | 11          | "Dark Water"                  | 1º de novembro de 2014    |
| 12       | 12          | "Death in Heaven"             | 8 de novembro de 2014     |

### 2.ª temporada: 2015
9.ª temporada de Doctor Who

#### Online
| Nº Geral                  | Nº Episódio | Episódio                                             | Data de exibição original |
| ------------------------- | ----------- | ---------------------------------------------------- | ------------------------- |
| 13                        | 1           | "Last Christmas"                                     | 25 de dezembro de 2014    |
| 14                        | 2           | "Prologue"                                           | 14 de setembro de 2015    |
| The Magician's Apprentice |             |                                                      |                           |
| 15                        | 3           | "Colony Sarff"                                       | 19 de setembro de 2015    |
| 16                        | 4           | "Missy and the Doctor"                               | 19 de setembro de 2015    |
| 17                        | 5           | "The Doctor's Guitar"                                | 19 de setembro de 2015    |
| The Witch's Familiar      |             |                                                      |                           |
| 18                        | 6           | "Nicholas Briggs: Voice of the Daleks"               | 26 de setembro de 2015    |
| 19                        | 7           | "Hanging out in Tenerife"                            | 26 de setembro de 2015    |
| 20                        | 8           | "Missy & Clara"                                      | 26 de setembro de 2015    |
| 21                        | 9           | "Young Davros"                                       | 26 de setembro de 2015    |
| 22                        | 10          | "Dalek Clara"                                        | 26 de setembro de 2015    |
| Under the Lake            |             |                                                      |                           |
| 23                        | 11          | "Becoming a Ghost"                                   | 3 de outubro de 2015      |
| 24                        | 12          | "Water, Water, Everywhere"                           | 3 de outubro de 2015      |
| 25                        | 13          | "The Fireball"                                       | 3 de outubro de 2015      |
| 26                        | 14          | "Cass & Lunn"                                        | 3 de outubro de 2015      |
| Before the Flood          |             |                                                      |                           |
| 27                        | 15          | "The Fisher King"                                    | 10 de outubro de 2015     |
| 28                        | 16          | "Paul Kaye"                                          | 10 de outubro de 2015     |
| 29                        | 17          | "Slipknot on Tour"                                   | 10 de outubro de 2015     |
| 30                        | 18          | "Creating the Ghosts"                                | 10 de outubro de 2015     |
| The Girl Who Died         |             |                                                      |                           |
| 31                        | 19          | "The Doctor's Torment"                               | 17 de outubro de 2015     |
| 32                        | 20          | "#MaisieCam: Parenting Skills"                       | 17 de outubro de 2015     |
| 33                        | 21          | "Maisie on the Viking beards"                        | 17 de outubro de 2015     |
| 34                        | 22          | "#MaisieCam: The Doctor's Yo-Yo"                     | 17 de outubro de 2015     |
| 35                        | 23          | "#MaisieCam: Meet the Mires"                         | 17 de outubro de 2015     |
| 36                        | 24          | "Peter on working with Maisie"                       | 17 de outubro de 2015     |
| 37                        | 25          | "Peter on the Mire"                                  | 17 de outubro de 2015     |
| 38                        | 26          | "#MaisieCam: In rehearsal"                           | 17 de outubro de 2015     |
| 39                        | 27          | "#MaisieCam: Meet Chuckles"                          | 17 de outubro de 2015     |
| 40                        | 28          | "Beards, Dragons and Spacesuits"                     | 17 de outubro de 2014     |
| 41                        | 29          | "Will Ashildr Be Back?"                              | 17 de outubro de 2015     |
| The Woman Who Lived       |             |                                                      |                           |
| 42                        | 30          | "#RufusCam: Running around in circle"                | 24 de outubro de 2015     |
| 43                        | 31          | ""#RufusCam: Quickfire quiz for Maisie"              | 24 de outubro de 2015     |
| 44                        | 32          | "#RufusCam: Caught on camera"                        | 24 de outubro de 2015     |
| 45                        | 33          | "Stand and deliver or stand up"                      | 24 de outubro de 2015     |
| 46                        | 34          | "#RufusCam: Maisie's work experience"                | 24 de outubro de 2015     |
| 47                        | 35          | "#RufusCam: Village people"                          | 24 de outubro de 2015     |
| 48                        | 36          | "#RufusCam: Take 2"                                  | 24 de outubro de 2015     |
| 49                        | 37          | "Life as Me"                                         | 24 de outubro de 2015     |
| 50                        | 38          | "Me and Ashildr"                                     | 24 de outubro de 2015     |
| 51                        | 39          | "Me against the World"                               | 24 de outubro de 2015     |
| 52                        | 40          | "#RufusCam: ThunderTap"                              | 24 de outubro de 2015     |
| 53                        | 41          | "Interview with writer Cath Tregenna"                | 24 de outubro de 2015     |
| 54                        | 42          | "Interview with writer Cath Tregenna"                | 24 de outubro de 2015     |
| 55                        | 43          | "#RufusCam: Peter's birthday surprise"               | 24 de outubro de 2015     |
| The Zygon Invasion        |             |                                                      |                           |
| 56                        | 44          | "The return of Osgood"                               | 31 de outubro de 2015     |
| 57                        | 45          | "The return of the Zygons"                           | 31 de outubro de 2015     |
| 58                        | 46          | "Osgood the cosplayer"                               | 31 de outubro de 2015     |
| The Zygon Inversion       |             |                                                      |                           |
| 59                        | 47          | "Jenna Coleman being Bonnie a.k.a. Bad Clara"        | 7 de novembro de 2015     |
| 60                        | 48          | "Will Osgood be back?"                               | 7 de novembro de 2015     |
| 61                        | 49          | "Human or Zygon"                                     | 7 de novembro de 2015     |
| 62                        | 50          | "Why wouldn't you go in the TARDIS?"                 | 7 de novembro de 2015     |
| 63                        | 51          | "Would Osgood be a good companion?"                  | 7 de novembro de 2015     |
| 64                        | 52          | "Osgood and The Doctor"                              | 7 de novembro de 2015     |
| Sleep No More             |             |                                                      |                           |
| 65                        | 53          | "Enter the Sandmen"                                  | 14 de novembro de 2015    |
| 66                        | 54          | "Cold Storage"                                       | 14 de novembro de 2015    |
| 67                        | 55          | "Voice of the Computer"                              | 14 de novembro de 2015    |
| 68                        | 56          | "Through fire and flame"                             | 14 de novembro de 2015    |
| 69                        | 57          | "The minds behind Morpheus"                          | 14 de novembro de 2015    |
| Face the Raven            |             |                                                      |                           |
| 70                        | 58          | "Death & Consequences"                               | 21 de novembro de 2015    |
| 71                        | 59          | "Jenna Reflects On Her Time With Peter"              | 21 de novembro de 2015    |
| 72                        | 60          | "Why Does Clara Face The Raven?"                     | 21 de novembro de 2015    |
| 73                        | 61          | "The Return of Rigsy"                                | 21 de novembro de 2015    |
| 74                        | 62          | "The Raven Blooper"                                  | 21 de novembro de 2015    |
| Hell Bent                 |             |                                                      |                           |
| 81                        | 69          | "Ashildr: The Ultimate Immortal"                     | 5 de dezembro de 2015     |
| 82                        | 70          | "Jenna Coleman looks back at her time in the TARDIS" | 5 de dezembro de 2015     |
| 83                        | 71          | "A sneak peek at the Doctor's new Sonic Screwdriver" | 5 de dezembro de 2015     |
| 84                        | 72          | "#Maisiecam: Ashildr from the Future"                | 5 de dezembro de 2015     |
| 85                        | 73          | "Jenna Coleman's funniest moment"                    | 5 de dezembro de 2015     |
| 86                        | 74          | "Jenna Looks Back "The Best Part Of My Life""        | 5 de dezembro de 2015     |
| 87                        | 75          | "Jenna's Hardest Scenes"                             | 5 de dezembro de 2015     |
| 88                        | 76          | "New Sonic Sneak Peek!"                              | 5 de dezembro de 2015     |
| 89                        | 77          | "Timelapse On How To Build A TARDIS"                 | 5 de dezembro de 2015     |
| 90                        | 78          | "Series 9 in 81 Seconds"                             | 5 de dezembro de 2015     |

### Home media
| Nº | Episódios                                            | Data de Lançamento    |
| -- | ---------------------------------------------------- | --------------------- |
| 1  | "The Magician's Apprentice" / "The Witch's Familiar" | 2 de novembro de 2015 |
| 2  | "Under the Lake" / "Before the Flood"                | 2 de novembro de 2015 |
| 3  | "The Girl Who Died" / "The Woman Who Lived"          | 2 de novembro de 2015 |
| 4  | "The Zygon Invasion" / "The Zygon Inversion"         | 4 de janeiro de 2016  |
| 5  | "Sleep No More"                                      | 4 de janeiro de 2016  |
| 6  | "Face the Raven"                                     | 4 de janeiro de 2016  |
| 7  | "Heaven Sent" / "Hell Bent"                          | 4 de janeiro de 2016  |
| 8  | "The Husbands of River Song"                         | 25 de janeiro de 2016 |